# Alkohol O-cinamoiltransferaza
Alkohol O-cinamoiltransferaza (EC 2.3.1.152) je enzim sa sistematskim imenom 1-O-trans-cinamoil-beta--glukopiranoza:alkohol O-cinamoiltransferaza. Ovaj enzim katalizuje sledeću hemijsku reakciju
1-O-trans-cinamoil-beta--glukopiranoza + ROH {\displaystyle \rightleftharpoons } alkil cinamat + glukoza
Akceptorski alkoholi (ROH) su isto tako metanol, etanol i propanol. Kofaktori nisu neophodni.

## Literatura
- Nicholas C. Price; Lewis Stevens (1999). Fundamentals of Enzymology: The Cell and Molecular Biology of Catalytic Proteins (Third изд.). USA: Oxford University Press. ISBN 019850229X.
- Eric J. Toone (2006). Advances in Enzymology and Related Areas of Molecular Biology, Protein Evolution (Volume 75 изд.). Wiley-Interscience. ISBN 0471205036.
- Branden C; Tooze J. Introduction to Protein Structure. New York, NY: Garland Publishing. ISBN 0-8153-2305-0.
- Irwin H. Segel. Enzyme Kinetics: Behavior and Analysis of Rapid Equilibrium and Steady-State Enzyme Systems (Book 44 изд.). Wiley Classics Library. ISBN 0471303097.

## Spoljašnje veze
- Alcohol+O-cinnamoyltransferase на 